# KDEL secuencia
KDEL es una secuencia llamada péptido señal en la estructura aminoácida de una proteína que impide que la misma sea secretada por el retículo endoplásmico. 
Una proteína con una secuencia funcional KDEL al ser reconocida será recogida por el aparato de Golgi, y será devuelta al lumen del retículo endoplasmático por transporte retrógrado. También dirige a las proteínas de otros lugares (como el citoplasma) al retículo endoplasmático. Las proteínas sólo pueden salir de éste después de que esta secuencia se haya cortado.
La abreviatura KDEL está formada por las letras correspondientes a cada aminoácido que la forma. Este sistema de letras fue definido por la IUPAC y la IUBMB en 1983, y es el siguiente:
- K—Lisina
- D—Ácido aspártico
- E—Ácido glutámico
- L—Leucina

Por lo tanto, la secuencia en código de tres letras es: 
Lys - Asp - Glu - Leu.
La proteína residual soluble permanecerá en el retículo endoplasmático siempre y cuando mantenga la cadena KDEL.

## Receptor
El proceso de selección de la proteína con secuencia señal, es mediado por un receptor (KDEL-R) que reconoce y se une a las proteínas que contienen el tetrapéptido, devolviéndolas al retículo. 
En levaduras, el receptor es una proteína transmembrana de siete dominios y está codificado por un solo gen, Erd2. 
Se han descrito varios homólogos humanos del gen ERD2, que constituyen la familia de genes del receptor KDEL.